# Maringarr
Maringarr är ett australiskt språk som talades av 30 personer år 1983. Maringarr talas i Nordterritoriet. Maringarr tillhör dalyspråken.